# Albanie aux Jeux olympiques d'été de 1972
L'Albanie participe aux Jeux olympiques de 1972  à Munich en Allemagne. Il s'agit de sa 1re participation aux Jeux d'été alors que le Comité national olympique albanais avait été reconnu dès 1959. Il faudra attendre vingt ans avant que le pays ne participe à une olympiade.

## Tir
Quatre tireurs albanais sont engagés dans la compétition, trois hommes et une femme (Afërdita Tusha). Ils concourent dans des épreuves mixtes ouverts et seront relativement loin dans le classement
| Athlète        | Événement             | Finale | Finale |
| Athlète        | Événement             | Points | Rang   |
| -------------- | --------------------- | ------ | ------ |
| Fatos Pilkati  | Pistolet libre à 50 m | 546    | 24     |
| Afërdita Tusha | Pistolet libre à 50 m | 522    | 51     |
| Ismail Rama    | Carabine couché 50m   | 594    | 22     |
| Beqir Kosova   | Carabine couché 50m   | 587    | 66     |

## Haltérophilie
Ymer Pampuri est devenu à 27 ans le premier albanais à battre un record olympique, le premier albanais à devenir champion du monde et le dernier champion du monde en développé militaire, puisque la discipline n'a plus été autorisée à être pratiquée au niveau international après 1972. Acrobate au cirque de Tirana, plusieurs dirigeants sportifs s'étaient moqué de sa participation
| Athlète      | Événement | Développé militaire | Développé militaire | Arraché  | Arraché | Épaule-jeté | Épaule-jeté | Total | Rang |
| Athlète      | Événement | Résultat            | Rang                | Résultat | Rang    | Résultat    | Rang        | Total | Rang |
| ------------ | --------- | ------------------- | ------------------- | -------- | ------- | ----------- | ----------- | ----- | ---- |
| Ymer Pampuri | -60 kg    | 127.5               | 1 OR                | 90.0     | 12      | 125.0       | 50          | 342.5 | 9    |